# Вишнёвое (Широчанский сельский совет)
Вишнёвое (укр. Вишневе, до 2016 года — Радянское, укр. Радянське) — село,
Широчанский сельский совет,
Солонянский район,
Днепропетровская область,
Украина.
Код КОАТУУ — 1225088402. Население по переписи 2001 года составляло 76 человек .

## Географическое положение
Село Вишнёвое находится в 2-х км от рек Сухая Сура и Тритузная,
на расстоянии в 2 км от сёл Тритузное и Широкое.
По селу протекает пересыхающий ручей с запрудой.